# Diecezja chełmska (rzymskokatolicka)
Diecezja chełmska – diecezja Kościoła rzymskokatolickiego, która istniała w latach 1375–1807. W 1807 roku z jej terytorium utworzono diecezję lubelską. W 2009 roku została przywrócona jako biskupstwo tytularne.
20 maja 2013 biskupem tytularnym diecezji chełmskiej został nowo mianowany biskup pomocniczy przemyski Stanisław Jamrozek.

## Historia
Katolicka diecezja chełmska powstała na terenach tzw. Grodów Czerwieńskich, będących przedmiotem sporów pomiędzy Rurykowiczami a monarchią pierwszych Piastów. W I poł. XIII w. Chełm stał się stolicą potężnego księstwa halicko-włodzimierskiego, stworzonego przez Daniela Romanowicza Halickiego (utworzył on w Chełmie diecezję prawosławną). O schedę po tym państwie rozegrała się w latach 1340–1387 walka pomiędzy Polską, Litwą i Węgrami. Teren byłych Grodów Czerwieńskich (część włodzimierską księstwa) opanował ok. 1340 Kazimierz III Wielki. Dalsze walki o Ruś Halicką ze Lwowem i Haliczem oraz nacisk Litwinów spowodowały, że król Polski zgodził się oddać w lenno tereny włodzimierskie księstwa poprzedniemu jego władcy, Jerzemu Narymuntowiczowi, bratankowi nienarodzonego jeszcze wówczas Władysława Jagiełły, jako księstwo bełskie. Księstwo to było formalnie lennem zarówno Polski i Litwy. W samym Chełmie Polacy pozostawili dla zapewnienia swoich praw załogę wojskową.

### Początki diecezji
Kazimierz Wielki próbował na zajmowanych prawosławnych terenach zorganizować kościół katolicki. Planowano utworzenie metropolii halickiej z kilkoma sufraganiami. Jedna z nich miała mieć siedzibę w Chełmie. 20 maja 1358 lub 1359 franciszkanin Tomasz z Sienna otrzymał nominację papieską na biskupstwo chełmskie jako sufraganię metropolii gnieźnieńskiej (arcybiskupstwo w Haliczu jeszcze nie zostało zorganizowane). Opisane wyżej okoliczności nie pozwoliły erygować diecezji, a biskup chełmski pozostał w Krakowie i pracował jako biskup pomocniczy diecezji krakowskiej. Diecezję, jako sufraganię metropolii halickiej (od 1412/1414 lwowskiej), powstałej w 1366, erygował dopiero w 1375 papież Grzegorz XI bullą z lutego. W 1377 Ludwik Węgierski usunął Jerzego Narymuntowicza i powstały warunki do faktycznej organizacji diecezji. W 1377 król węgierski Ludwik, wraz ze swoim namiestnikiem na Rusi Władysławem Opolczykiem, uzyskał u papieża Grzegorza XI zgodę na utworzenie metropolii halickiej z sufraganami: w Przemyślu, Włodzimierzu i Chełmie. Bulla nominacyjna została wydana 13 lutego 1377. Nie postępowała ta nominacja jednak szybko. Dopiero w 1388 biskupem został mianowany franciszkanin Stefan ze Lwowa. W 1388, utworzona jednocześnie została ziemia chełmska jako samodzielna jednostka administracyjna, korzystająca z praw niemal równych województwu i ustanowiono niedźwiedzi herb Chełma. Nie kwapił się bp Stefan z objęciem sufraganii, pozostając kolejno biskupem pomocniczym kamieńskim, poznańskim i włocławskim. Przyczyną była prawdopodobnie niepewna jeszcze do końca sytuacja polityczna terenów diecezji, a i brak uposażenia biskupstwa miał pewnie niemałe znaczenie. Dopiero gdy arcybiskup metropolii halickiej, Jakub Strzemię, zaczął organizować na terenie diecezji chełmskiej pierwsze parafie (10), nominat pojawił się ok. 1404 w swojej siedzibie, bojąc się prawdopodobnie likwidacji biskupstwa. Sprawę komplikowały jeszcze pretensje biskupów lubuskich do tych terenów, odrzucone przez papieża w 1375, ale wciąż ponawiane. Jego działania nie były zbyt imponujące, gdyż w 1409 diecezję chełmską włączono do litewskiej diecezji łuckiej (wcześniej włodzimierskiej). Było to również wyrazem trwającego ciągle sporu pomiędzy Polską a Litwą o tereny diecezji. Unia horodelska (1413) ostatecznie potwierdziła, że ziemia chełmska należy do Polski, jednocześnie przywrócono diecezję chełmską. Mianowany w 1417 biskupem dominikanin Jan Biskupiec otrzymał od Władysława Jagiełły jako uposażenie biskupstwa 8 wsi i mógł przystąpić do budowy struktury kościelnej oraz rozpocząć walkę o rząd dusz z dominującym na terenie jego diecezji prawosławiem. Wśród biskupów chełmskich warto wymienić jeszcze takich jak np.:
- Jan Biskupiec, Jan z Opatowca (ur. 1376, zm. 1452)
- Jakub Buczacki z Podola (biskup płocki 29 grudnia 1538 – 6 maja 1541). Od 1518 biskup chełmski, zmarł w Brodnicy, ma nagrobek w katedrze płockiej.
- Samuel Maciejowski (22 sierpnia 1541 – 19 kwietnia 1546). Syn kasztelana Bernarda, podkanclerzy koronny i biskup chełmski, płocki i wreszcie krakowski. Zmarł 5 października 1550.

### Obszar diecezji
Diecezja miała wówczas ok. 19 000 km² i była jedną z mniejszych w państwie polsko-litewskim. Według bulli z 1375 miała być identyczna jak wcześniej powstała diecezja prawosławna. Ostatecznie objęła teren województwa bełskiego (do 1462 lennego księstwa w posiadaniu książąt mazowieckich) bez powiatu lubaczowskiego (diecezja przemyska) i dwóch parafii (Radziechów, Busk), należących do arcybiskupstwa lwowskiego. Należał do niej teren ziemi chełmskiej, będącej enklawą województwa ruskiego, oddzieloną od pozostałej części województwa, województwem bełskim. Ponadto na zachodzie należały do niej okolice Biłgoraja z województwa lubelskiego (do 1474 sandomierskiego), a na wschodzie dwie parafie z województwa wołyńskiego (do 1569 należącego do Wielkiego Księstwa).

### XV wiek
Około 1417, na pamiątkę szczęśliwego zwycięstwa grunwaldzkiego, Jagiełło ufundował w Chełmie drewnianą katedrę pw. Ofiarowania NMP i Rozesłania Apostołów. Jan Biskupiec rozpoczął starania o powiększenie swego władztwa. W 1424 udało mu się uzyskać zgodę papieską na przyłączanie do swojej diecezji dystryktu lubelskiego i przeniesienie stolicy do Lublina. Jednak biskupem krakowskim był od 1423 rosnący w potęgę Zbigniew Oleśnicki, który nie pozwolił na ograniczenie terytoriom swojej diecezji i już w 1425 uzyskał unieważnienie poprzednich decyzji papieskich. Biskupiec zwołał pierwszy synod diecezjalny, a w 1429 utworzył kapitułę katedralną. Wchodziły w jej skład dwie prałatury (prepozyt, dziekan) i dziesięć kanonii. Władysław Jagiełło uposażył kapitułę wsią Parypse pod Chełmem oraz przeznaczył na jej rzecz 100 grzywien rocznego czynszu płaconego przez dzierżawców cła w Hrubieszowie. Około połowy XV w. dochody biskupstwa szacowano na 60 florenów w złocie. Było to mało, gdyż biskup krakowski w tym samym czasie tylko z dóbr lubelskich miał ok. 150 florenów. W 1490 biskup Maciej ze Starej Łomży przeniósł za zgodą Kazimierza Jagiellończyka stolicę biskupią do Krasnegostawu. Katedrą został kościół pw. Wszystkich Świętych. W tym czasie diecezja liczyła 42 parafie.

### XVI wiek
Po ostatecznym ukształtowaniu się senatu w czasach panowania Zygmunta Starego biskup chełmski zajmował w nim ostatnie, dziesiąte miejsce wśród senatorów duchownych. Po unii lubelskiej spadł na trzynaste, ale nie był już ostatni. Zygmunt August dokonał nowych donacji na rzecz biskupstwa i kapituły. Pod koniec jego panowania dochody biskupstwa liczono na 2000 florenów, a kapituła otrzymała drugą wieś i przekazane przez biskupa prebendy w postaci probostw w Drohobyczu, Hrubieszowie i Grabowcu. Od połowy XVI w. diecezja, działająca na terenie zamieszkanym w przeważającej części przez wyznawców prawosławia, miała również kłopoty z odnoszącą sukcesy reformacją. Biskupi, m.in. późniejszy prymas Jakub Uchański, nie potrafili powstrzymać swoich wiernych przed zmianą wyznania. Pod koniec XVI w. na obszarze diecezji były 23 gminy ewangelickie i 3 gminy braci polskich. Dopiero biskup Stanisław Gomoliński, który raportował w 1597 do Watykanu, że 24 kościoły parafialne zamieniono na zbory, przystąpił do kontrakcji. Pomagały mu w tym postępy umacniającej się kontrreformacji. Gomoliński był aktywnym uczestnikiem synodu unijnego w Brześciu (1596), współpracował z Janem Zamoyskim przy tworzeniu Akademii Zamoyskiej i organizował pierwszą w diecezji kapitułę kolegiacką w Zamościu, ufundowaną przez kanclerza (erygowana przez papieża Klemensa VIII w 1594). Biskupi chełmscy byli z urzędu kanclerzami Akademii, a prebendy kanonii kolegiackich były faktycznym uposażeniem wykładowców w Akademii (Początkowo Zamoyski ufundował 3 prałatury – dziekan, scholastyk, kustosz i 4 kanonie, później przybyło jeszcze 8 kanonii).

### XVII wiek
Działania Gomolińskiego i jego następców: Jerzego Zamoyskiego, a zwłaszcza późniejszego prymasa Macieja Łubieńskiego, przyniosły skutek. W 1648 w diecezji było już tylko 5 zborów ewangelickich i 2 braci polskich. Jerzy Zamoyski wybudował początkach XVII w. w Skierbieszowie zamek, rezydencję biskupią. Przetrwał on tylko do szwedzkiego potopu, kiedy to został zniszczony, a w 1659 opuszczony całkowicie. Tenże biskup dokonał w 1604 podziału diecezji na dekanaty (na początku XV w. prawdopodobnie istniał dekanat bełski, ale później brak o nim wzmianek). Utworzył ich 10: Bełz, Chełm, Grabowiec, Hrubieszów, Krasnystaw, Luboml, Magierów, Sokal, Turbin i Zamość. Biskup Łubieński w 1624 w miejsce dekanatu w Magierowie utworzył dekanat w Potyliczu. Ta organizacja diecezji przetrwała do zmian dokonanych w związku z rozbiorami Polski. Zasługą biskupa Łubieńskiego był dalszy rozwój sieci parafialnej.
W 1627 były w diecezji 73 parafie, podzielone pomiędzy 10 wyżej wspomnianych dekanatów, i zamojska kolegiata. Oprócz tego w diecezji było 5 męskich klasztorów. Liczba wiernych wynosiła ok. 40 000. Należy pamiętać, że większość mieszkańców tych ziem była wówczas unicka, a część pozostała przy prawosławiu. Liczba protestantów szybko spadała. W tym czasie parafie w diecezji prowadziły aż 16 szpitali (w XV w. – 1, w XVI – 3) i 35 szkół parafialnych. Przez szpital (hospicjum) rozumiano wówczas niewielki przytułek dla 5–10 chorych i niedołężnych. Aktywnie działały bractwa kościelne. Wizytacja z 1628/1629 wymienia ich 6: Bożego Ciała, literackie, 2 różańcowe i 2 św. Anny. W 1622 pojawił się pierwszy biskup pomocniczy Abraham Śladkowski i instytucja ta utrzymała się do końca istnienia diecezji. Wcześniej biskupowi pomagali w rządzeniu diecezją mianowani przez niego oficjariusze i wikariusze generalni, często funkcje te pełniła jedna osoba. Od tej pory oficjariuszem i wikariuszem generalnym był biskup pomocniczy. W 1640 Katarzyna Zamoyska z Ostrogskich, żona II ordynata, Tomasza Zamoyskiego, ufundowała pierwsze w diecezji seminarium dla 12 alumnów. Seminarium zorganizowano przy kolegiacie jako część Akademii Zamojskiej. Później znaleźli się fundatorzy dla jeszcze 11 alumnów.
Kozackie wojska Chmielnickiego dotarły i do diecezji chełmskiej. Biskup Stanisław Pstrokoński wyliczył w 1653, że 54 kościoły obrabowano, a 10, w tym katedrę w Krasnymstawie, zniszczono. 36 księży zabito, 40 zmarło w czasie zarazy, która towarzyszyła wojnie. Kolejni biskupi zajęli się przywróceniem diecezji do życia. Tomasz Leżeński przeniósł w 1664 katedrę do chełmskiego murowanego kościoła pw. Rozesłania Apostołów, postawionego w 1585 na miejscu dawnej drewnianej katedry. Pod koniec XVII w. biskupi, w miejsce zniszczonego zamku, zbudowali sobie okazały dwór położony również w Skierbieszowie, ale po drugiej (północnej) stronie rzeki Wolicy. Dwór przetrwał do 1915 Powiększyła się ilość prałatur kapituły katedralnej. W 1639 o archidiakonię, w 1642 o kustodię, w 1663 o scholasterię, w 1680 o kancelarię i kantorię. Przybyły również dwie kanonie. Wszystkie godności fundatorzy, wśród których byli biskupi, ale również inni księża, wyposażyli w prebendy. Kapituła katedralna miała więc 7 prałatur i 12 zwykłych kanonii. Dla uzyskania prałatury archidiakona, scholastyka i kanclerza fundatorzy nałożyli wymóg posiadania doktoratu teologii lub prawa kanonicznego. Pod koniec XVII w. dochody biskupstwa szacowano na 6700 florenów polskich. Biskupi mieli również kilka prebend w postaci opactw i kanonii w innych kapitułach

### XVIII wiek
Według wizytacji dokonanej przez biskupa Krzysztofa Jana Szembeka, w 1717 diecezja liczyła 81 parafii i 1 filię skupionych w 10 dekanatach i 1 kolegiatę (Zamość). W diecezji znajdowało się jedno seminarium (przy Akademii Zamojskiej), po 2 kolegia jezuickie (Krasnystaw, Łaszczów) i pijarskie (Chełm, Waręż), a także sieć kilkudziesięciu szkół parafialnych. Klasztorów męskich było 19, żeńskich 3. Sam biskup Szembek erygował w 1719 drugie seminarium, lokując je w Krasnymstawie. Fundator, ks. Czulski, przeznaczył 18 000 florenów na utrzymanie 12 alumnów. Seminarium prowadzone było początkowo przez jezuitów, później profesorów Akademii Zamojskiej (od 1725), misjonarzy świętego Wincentego a Paulo (od 1739) i księży diecezjalnych (od 1783 do likwidacji w 1809). W 1745 członkowie kapituły katedralnej otrzymali od papieża Innocentego XII przywilej noszenia dystynktorium.

### Po I rozbiorze Polski

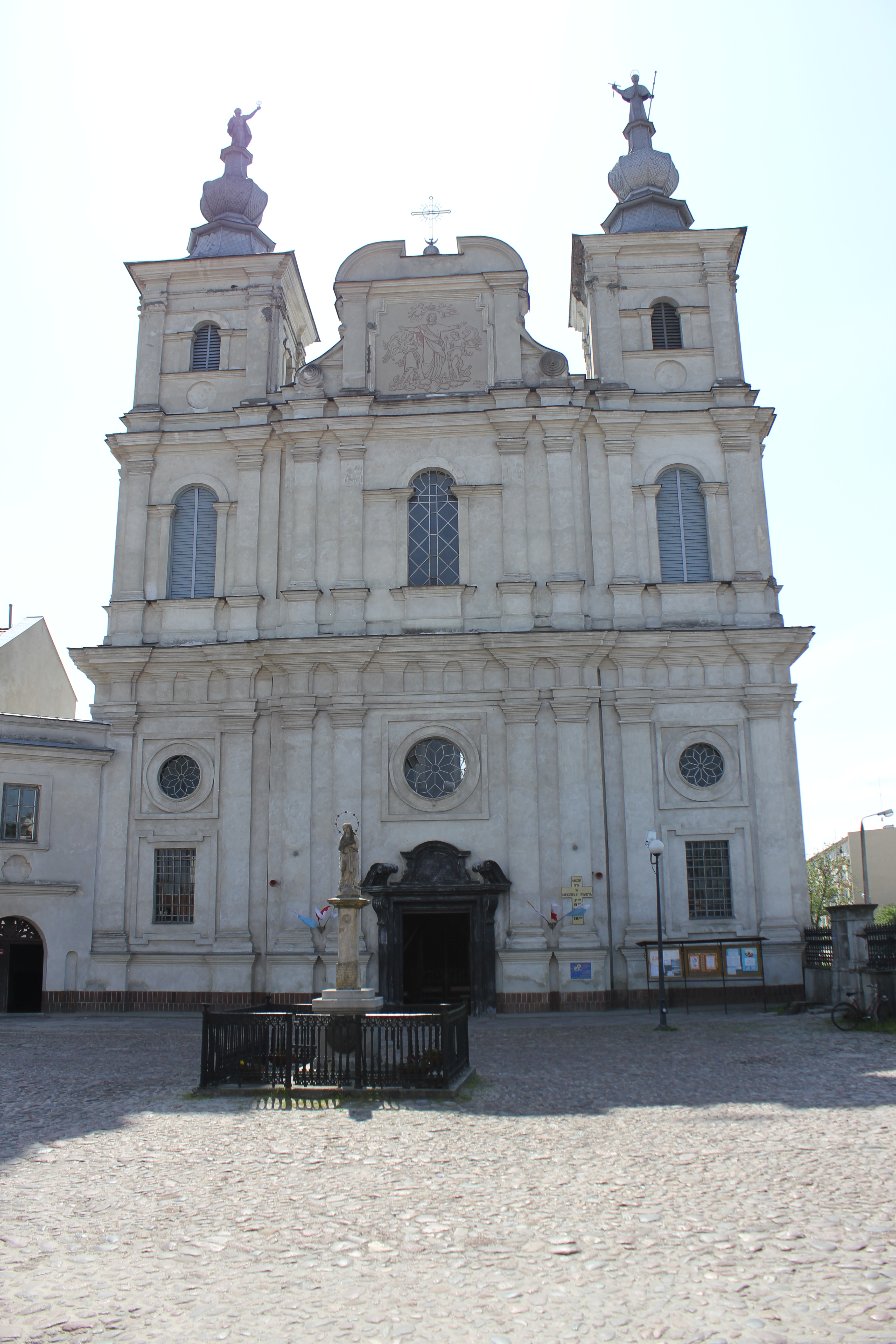
Katedra Św. Franciszka Ksawerego w Krasnymstawie

W 1772 diecezja liczyła 88 parafii w 10 dekanatach, 129 kościołów, 1 kolegiatę, 22 zakony męskie (320 zakonników), 3 żeńskie (40 zakonnic), 2 seminaria (15 alumnów), 150 księży diecezjalnych i ok. 82 000 wiernych. Dochód biskupa wynosił 2000 skudów rzymskich plus prebendy, a każdego z 19 prałatów i kanoników 100 skudów rocznie. I rozbiór Polski podzielił diecezję. 7 dekanatów liczących 50 parafii oraz kolegiata w Zamościu znalazły się w zaborze austriackim i wcielono je do diecezji przemyskiej. Okrojona diecezja pozostała w Rzeczypospolitej. Z 3 dekanatów zrobiono 4. W 1773 biskup Antoni Onufry Okęcki ponownie przeniósł katedrę do Krasnegostawu. Tym razem funkcję najważniejszego kościoła diecezji zaczął pełnić kościół pw. św. Franciszka Ksawerego, po zlikwidowanym w tym samym roku zakonie jezuitów. Biskup Maciej Grzegorz Garnysz oraz kapituła czynili starania o wyłączenie diecezji z metropolii lwowskiej i przyłączenie jej do metropolii gnieźnieńskiej. W praktyce od 1782 Gniezno przejęło już część funkcji metropolii – tam kierowano apelacje od wyroków diecezjalnych sądów kościelnych. Rzym nie zgodził się jednak na taką zmianę.
Sejm Wielki w 1790 znacznie powiększył obszar diecezji chełmskiej. Włączono do niej województwo lubelskie z ziemią łukowską oraz powiat stężycki z województwa sandomierskiego. Wszystko kosztem diecezji krakowskiej. Kardynał Oleśnicki nie żył już od prawie 350 lat, więc papież Pius VI potwierdził bez zwlekania zmiany dekretem z dnia 8 sierpnia 1790, chociaż nie zgodził się na zmianę nazwy na lubelsko-chełmską. Obszar diecezji był teraz dużo większy niż przed rozbiorem. Znajdowało się w niej 12 dekanatów liczących 153 parafie, 1 kolegiata (w Lublinie), 2 seminaria duchowne (Krasnystaw, Lublin), 30 klasztorów męskich (410 zakonników), 4 klasztory żeńskie (113 zakonnic), 78 szpitali, 60 szkół parafialnych nadzorowanych przez Komisję Edukacji Narodowej, 44 bractwa kościelne. Liczba wiernych wzrosła nieproporcjonalnie dużo, bo do ok. 400 000 wiernych. Powodem było to, że przyłączone terytoria zamieszkane były prawie wyłącznie przez katolików. Ostatni biskup chełmski, Wojciech Skarszewski, podniósł oficjalat regionalny w Lublinie do rangi oficjalatu generalnego, czyniąc go jednocześnie wikariatem generalnym. Można powiedzieć, że była to diecezja chełmska z katedrą w Krasnymstawie i głównym ośrodkiem w Lublinie, gdyż to miasto stało się najczęstszą rezydencją biskupa. Kapituła kolegiacka w Lublinie miała 7 prałatur i osiem zwykłych kanonii. W zamian za utraconą jeszcze w związku z I rozbiorem w 1772 część uposażenia, sejm grodzieński (1793) przyznał biskupowi dobra Iłża, Zborówek i Mirów z biskupstwa krakowskiego, przynoszące 70 000 zł dochodów rocznie. Nie obyło się to bez udziału biskupa Wojciecha Józefa Skarszewskiego, targowiczanina i jednego z nielicznych senatorów biorących udział w tym uważanym powszechnie za haniebny, sejmie. W czasie insurekcji kościuszkowskiej biskup Skarszewski został skazany na śmierć za zdradę ojczyzny. Ułaskawił go Tadeusz Kościuszko, zmieniając wyrok na dożywotnie więzienie. Tuż przed wkroczeniem Rosjan do Warszawy biskup został uwolniony. Konsekwentnie prorosyjska postawa biskupa spotkała się w 1824 z nagrodą w postaci awansu na arcybiskupstwo warszawskie i tytułu prymasa Królestwa Polskiego.

### Likwidacja diecezji
Kolejne zmiany spowodował III rozbiór Polski (1795). Praktycznie cała diecezja znalazła się w zaborze austriackim. Tylko zabużański dekanat lubomelski z 10 parafiami przypadł Rosji. Biskup Skarszewski utworzył dla tej części odrębny oficjalat w Ratnie, ale już w 1798 została ona włączona do diecezji łuckiej. Austriacy zasekwestrowali dobra biskupie przyznane mu na sejmie grodzieńskim. Pomimo protestów biskupa, cesarz Franciszek II potwierdził w 1796 konfiskatę.
Zaborcy przygotowywali na terenach zabranych Rzeczypospolitej reorganizację Kościoła. Już Sejm Czteroletni próbował zmienić nazwę diecezji na lubelsko-chełmską. Dlatego projekt zniesienia diecezji chełmskiej i stworzenia w jej miejsce lubelskiej, zatwierdzony w 1803 przez cesarza, nie wywoływał żadnych sprzeciwów wśród duchowieństwa. Nie miał nic przeciwko temu również biskup Skarszewski, który miał objąć nową diecezję lubelską. Proces likwidacji diecezji rozpoczęła bulla papieża Piusa VII Indefensum personarum z dnia 9 czerwca 1805 Wyłączyła ona z diecezji chełmskiej 3 dekanaty (Chodel, Urzędów, Zaklików) liczące 44 parafie, na rzecz nowo utworzonej diecezji kieleckiej. Kolejna bulla Quemadmodum Romanorum Pontificum z dnia 23 września tegoż roku znosiła diecezję chełmską i tworzyła lubelską, ustanawiając biskupem Wojciecha Skaryszewskiego. Jednocześnie przenosiła katedrę, kapitułę i siedzibę biskupa z Krasnegostawu do Lublina. Wykonanie bulli opóźniły wydarzenia wojny 1806/1807 na ziemiach polskich. Diecezję chełmską zlikwidował formalnie arcybiskup lwowski Kajetan Ignacy Kicki dnia 19 października 1807 ogłaszając bullę w dotychczasowym kościele świętego Jana Chrzciciela i św. Jana Ewangelisty, a od tej chwili katedrze lubelskiej.
Likwidacja diecezji o 450-letniej historii nie została zauważona przez wiernych. W praktyce niewiele się zmieniło poza zmianą kościoła katedralnego i przeprowadzką kanoników. Diecezja lubelska nawiązuje głównie do sacrum diecezji krakowskiej, której Lublin był przez wieki ważnym ośrodkiem, a dopiero na drugim miejscu do diecezji chełmskiej, starając się jednocześnie nawiązywać do tradycji chełmskich diecezji unickiej i prawosławnej. Tymczasem z punktu widzenia historii Kościoła katolickiego, katolicka diecezja chełmska miała bardzo ważne znaczenie. Założona ze względów politycznych w jednolicie prawosławnym środowisku utrzymała się i zdobyła wiernych, przy dużej pomocy państwa. Ocenia się, że w momencie I rozbioru w diecezji w pierwotnym kształcie prawie połowę ludności stanowili katolicy. Z punktu widzenia prawosławia, które schrystianizowało te tereny, może to wyglądać na prozelityzm.
W 1920 podniosły się nieliczne głosy (m.in. biskupa włocławskiego Stanisława Zdzitowieckiego), postulujące przywrócenie biskupstwa chełmskiego. Konferencja Episkopatu Polski nie podjęła jednak w tym zakresie starań.
2 marca 2009 Benedykt XVI zaliczył dawną stolicę biskupią w Chełmie do stolic tytularnych.

## Biskupi tytularni
| Lp. | Biskup             | Funkcja                     | Od               | Do |
| --- | ------------------ | --------------------------- | ---------------- | -- |
| 1   | Stanisław Jamrozek | Biskup pomocniczy przemyski | 20 kwietnia 2013 |    |